# ملفين إف. تشب جونيور
ملفين إف. تشب جونيور (بالإنجليزية: Melvin F. Chubb, Jr.) هو ضابط أمريكي، ولد في 1934 في جوبلن في الولايات المتحدة، وتوفي في 25 يوليو 2014 في ملبورن في الولايات المتحدة.